# David Bronson
David Bronson (* 8. Februar 1800 in Suffield, Hartford County, Connecticut; † 20. November 1863 in Saint Michaels, Maryland) war ein US-amerikanischer Politiker. Zwischen 1841 und 1843 vertrat er den Bundesstaat Maine im US-Repräsentantenhaus.

## Werdegang
David Bronson besuchte bis 1819 das Dartmouth College in Hanover (New Hampshire). Nach einem anschließenden Jurastudium und seiner im Jahr 1823 erfolgten Zulassung als Rechtsanwalt begann er in North Anson (Maine) in seinem neuen Beruf zu praktizieren. Außerdem nahm er eine politische Laufbahn in Angriff. Zwischen 1832 und 1834 war er Abgeordneter im Repräsentantenhaus von Maine. In seiner Heimat war er auch als Friedensrichter tätig.
Bronson schloss sich der Whig Party an. Nach dem Rücktritt des Kongressabgeordneten George Evans, der in den US-Senat wechselte, wurde Bronson bei der fälligen Nachwahl im vierten Wahlbezirk von Maine als dessen Nachfolger in das US-Repräsentantenhaus in Washington, D.C. gewählt. Dort trat er am 31. Mai 1841 sein neues Mandat an. Bis zum 3. März 1843 beendete er die Legislaturperiode seines Vorgängers. Diese Zeit war von heftigen Diskussionen zwischen seiner Partei und dem Präsidenten John Tyler überschattet. Ein anderes heftig diskutiertes Thema war die Aufnahme der seit 1836 selbständigen Republik Texas in die Vereinigten Staaten.
Nach dem Ende seiner Zeit im Kongress zog Bronson im Jahr 1843 nach Augusta in Maine. Dort arbeitete er wieder als Rechtsanwalt. Im Jahr 1846 wurde er Mitglied des Senats von Maine. 1850 zog er nach Bath, wo er bis 1853 die Zollbehörde leitete. Zwischen 1854 und 1857 war Bronson Richter am Nachlassgericht im Sagadahoc County. 1856 kandidierte er erfolglos für seine Rückkehr in den Kongress. David Bronson starb am 20. November 1863 in Saint Michaels (Maryland) und wurde dort auch beigesetzt.